# NGC 280
NGC 280 là một thiên hà xoắn ốc trong chòm sao Tiên Nữ. Nó được phát hiện vào ngày 5 tháng 12 năm 1785 bởi William Herschel.